# تیراوا ووسکا
تیراوا ووسکا (به لاتین: Tyrawa Wołoska) یک منطقهٔ مسکونی در لهستان است که در Gmina Tyrawa Wołoska واقع شده‌است.

## خصوصیات
تیراوا ووسکا ۶۸٫۸ کیلومترمربع مساحت و ۱٬۹۵۰ نفر جمعیت دارد و ۳۴۰ متر بالاتر از سطح دریا واقع شده‌است.